# Jinst
 (avril 2021).
Si vous disposez d'ouvrages ou d'articles de référence ou si vous connaissez des sites web de qualité traitant du thème abordé ici, merci de compléter l'article en donnant les références utiles à sa vérifiabilité et en les liant à la section « Notes et références ».
Le sum de Jinst (mongol : ᠵᠢᠩᠰᠡᠲᠦ
ᠰᠤᠮᠤ, cyrillique : Жинст сум, MNS : Jinst sum) est situé dans l'aimag (ligue) de Bayankhongor, en Mongolie. Sa population était de 2023 en 2006.